# Gebangkerep
Gebangkerep is een bestuurslaag in het regentschap Pekalongan van de provincie Midden-Java, Indonesië. Gebangkerep telt 3506 inwoners (volkstelling 2010).